# Pentila glagoessa
Pentila glagoessa är en fjärilsart som beskrevs av Holland 1893. Pentila glagoessa ingår i släktet Pentila och familjen juvelvingar. Inga underarter finns listade i Catalogue of Life.